# Orde van de Heilige Isabella
De Orde van de Heilige Isabella (Portugees: "Ordem Real de Santa Isabel") werd op 4 november 1801 door de Portugese Prins-regent Johan I op verzoek van zijn echtgenote, Prinses Charlotte van Spanje gesticht als een Damesorde.
De statuten van de Orde verplichten de dames om, ieder op haar beurt, een wekelijks bezoek aan het  weeshuis in Lissabon te brengen. De dames moesten zich aan goede werken wijden waarbij de zorg voor de wezen voorop stond en er werd verwacht dat zij bij de dood van een dame uit hun midden zes dodenmissen zouden laten celebreren.

Op de feestdag van de Heilige Isabella bezochten de dames na een plechtige mis bijgewoond te hebben samen met hun grootmeesteres het weeshuis en op de feestdag van Sint-Karel werden zij allen ten paleize ontvangen om de koningin een handkus te mogen geven.

In de 19e eeuw had de Orde 26 leden, de koningin en de prinsessen niet meegeteld. De dames moesten allen van adel zijn.
De Nederlandse Koningin Wilhelmina was een van de dames in deze Orde en haar met briljanten versierde kleinood bevindt zich in het Koninklijk Huisarchief in Den Haag.
De versierselen van de Orde
Het zeer kostbaar uitgevoerde kleinood van de orde is een onregelmatig gevormd medaillon waarop de in een purperen mantel geklede patroonheilige van de Orde aalmoezen schenkt aan een bedelaar. Om deze scène zijn een groene lauwerkrans en een krans van witte rozen gewikkeld.Op een goudgezoomd blauw lint waarmee de takken aan elkaar gebonden zijn staan de woorden "PAUPERUM SOLATIO"(Latijn:"troost der armen"). Boven het medaillon speelt een serafijn op een fluit en daarboven is een gouden Portugese koningskroon aangebracht  Op de keerzijde staat de  "REAL ORDEN DE SANTA ISABEL" (Spaans voor: "Koninklijke Orde van Isabella").
Het lint van de Orde is roze met vier witte strepen en wordt ofwel over de rechterschouder of als een strik op de linkerschouder gedragen.

## De Orde in deze tijd
Na de val van de Monarchie in 1910 heeft de verbannen Portugese koningin zich niet bij het afschaffen van deze Orde neergelegd en werd de Orde een huisorde van de Portugese Koninklijke familie. Ieder jaar benoemt de huidige grootmeesteres, H.K.H. Isabel de Herédia Hertogin van Braganza, in Coimbra nieuwe dames in deze Orde.